# Aneilema lanceolatum
Aneilema lanceolatum är en himmelsblomsväxtart som beskrevs av George Bentham. Aneilema lanceolatum ingår i släktet Aneilema och familjen himmelsblomsväxter.

## Underarter
Arten delas in i följande underarter:
- A. l. lanceolatum
- A. l. subnudum